# Бернард Клервоский
Берна́рд Клерво́ский (лат. Bernardus Claraevallensis; 1091, Фонтен-ле-Дижон, Бургундия — 20 или 21 августа 1153, Клерво) — французский средневековый богослов, мистик, общественный деятель, вдохновитель Крестовых походов, цистерцианский монах, стоявший у истоков распространения ордена по латинской Европе; аббат монастыря Клерво (с 1117 года). Почитается Католической церковью как святой и Учитель Церкви. Память: 20 августа.

## Биография
Происходил из знатной семьи, в двадцатилетнем возрасте вступил в цистерцианский орден, где приобрёл известность своим подвижничеством. В 1115 году основал монастырь Клерво, где стал аббатом. Благодаря его деятельности малочисленный цистерцианский орден стал одним из крупнейших.
Бернард Клервоский придерживался мистического направления в теологии, был ярым сторонником папской теократии. Активно защищал права папы Иннокентия II против Анаклета II. В свете борьбы против Анаклета II осуждал короля  Рожера II, получившего корону от антипапы, но затем примирился с королём и переписывался с ним. 
Боролся с ересями и свободомыслием, в частности был инициатором осуждения Пьера Абеляра и Арнольда Брешианского на Сансском соборе 1141 года. Активно боролся с ересью катаров.
Участвовал в создании духовно-рыцарского ордена тамплиеров, в частности под его влиянием на соборе в Труа 1128 года, (возглавляемом Матвеем Альбанским) был принят устав ордена.
Быть может, величайшим или во всяком случае самым поразительным подвигом, который совершил Бернард, была проповедь о
Втором крестовом походе в 1146 году в Везле. Он довёл народы Франции и Германии до необычайного энтузиазма, почти равного тому, каким охвачен был народ во время первого крестового похода; но результат весьма плохо соответствовал приготовлениям, и Бернард чувствовал себя несколько смущённым в виду полной неудачи предприятия.
Бернард содействовал росту монашеского ордена цистерцианцев, в его память получивших название бернардинцев.
На фоне невыразительных фигур пап того времени (среди которых были и его ученики из Клерво) Бернард Клервоский приобрёл колоссальный авторитет в церковных и светских кругах. Он диктовал свою волю папам, французскому королю Людовику VII Молодому. Основной добродетелью считал смирение. Целью человеческого существования считал слияние с Богом.
Канонизирован в 1174 году; в 1830 году внесён в число Учителей Церкви.

## Вдохновитель крестовых походов
15 февраля 1145 года коллегия кардиналов избрала аббата Бернардо Паганелли новым римским папой под именем Евгения III. Паганелли был не только тёзкой, но и — с самого начала своего монашества у цистерцианцев — учеником Бернарда Клервоского, с которым он поддерживал «уникально тесные отношения». Римским папой стал член цистерцианского ордена, который Бернард — влиятельный католический деятель эпохи — сам и возглавлял. Отводя подозрения в том, что Паганелли его протеже, Бернард оставил для историков следующее письмо к кардиналам (номер CCXXXVII):

Прости вас Бог за то, что Вы сделали!.. Вы превратили последнего в первого, и… его новое положение опаснее прежнего… По какой причине или по чьему совету… поспешили вы к простецу, отыскали его в его убежище, вырвали у него из рук топор, кирку или мотыгу и возвели его на престол?— Д. Норвич. Расцвет и закат Сицилийского королевства
Избрание Паганелли папой состоялось, укрепив этим и политическое положение самого Бернарда — учителя папы Римского. Известный случай, когда Бернард назвал уже состоявшегося Папу в письме к нему «нищим из навозной кучи» (номер CCXXXVIII), укладывается в этот же контекст: крепко держа в руках узды управления своим бывшим учеником, Бернард диктовал Евгению III свою политику. Наиболее крупным мероприятием, на котором Бернарду удалось настоять, стал Крестовый поход против славян, развернувшийся на фоне Второго крестового похода.
В начале апреля 1147 года римский папа был у своего учителя в Клерво. Там Бернард убедил Евгения III развернуть вектор крестовых походов с юга на восток, обратив их против язычников Европы, начав, в частности, с вендов. Эту идею римский папа претворил в булле лат. „Divini dispensatione“, которую он подписал в Труа 11 апреля 1147 года. Идею этой буллы, образ действий, который она предлагала крестоносцам в отношении европейцев-язычников в своей миссии, часто выражают лозунгами «крещение или смерть» (фр. La mort ou le baptème, нем. Tod oder Taufe), «уничтожить или обратить в христианство» (фр. Extermination ou Conversion, нем. Vernichtung oder Bekehrung).

## Сочинения
- Спасительные размышления о познании человеческого внутреннего и внешнего состояния или о познании самого себя. — М., 1782.
- Умилительная песнь о сладчайшем имени Иисуса. — М., 1784.
- Правила святой жизни, изложены Аввою Бернардом в его беседах со своей сестрой монахиней. СПб., 1894.
- Послания 331-332. О размышлении (фрагм.). Проповедь 3-я на Песнь Песней // Памятники средневековой латинской литературы, X–XII вв. / Отв. ред. М. Е. Грабарь-Пассек, М. Л. Гаспаров. — М.: Наука, 1972. — 559 с.
- Бернар Клервоский О благодати и свободе воли / Пер. с лат. акад. С. Д. Сказкина и О. И. Варьяш. Публ. О. И. Варьяш, послесловие и примеч. В. И. Уколовой // Средние века. Вып. 45. — М., 1982. — С. 265–297.
- Послание CXC к папе Иннокентию II, или Трактат против некоторых ошибочных положений Абеляра (фрагменты) / пер. И. В. Шталь // Классическая филология на современном этапе. Сборник научных статей / Российская академия наук, Институт мировой литературы имени А. М. Горького, Группа "Античная литература и культура", Центр изучения античности; Редкол.: И. В. Шталь (отв. ред.) и др. — М.: Специализированное издательско-торговое предприятие "Наследие", 1996. — С. 192–197. — 333 с. ISBN 5-201-13259-6
- Проповеди на Песнь Песней (избр.). О благодати и свободе воли // Антология средневековой мысли: Теология и философия европейского Средневековья. В 2 т. Т. 1. / Под ред. С. С. Неретиной; сост. С. С. Неретиной, Л. В. Бурлака. — СПб.: РХГИ, 2001. — C. 427–476. — 539 с. ISBN 5-88812-120-7, ISBN 5-88812-148-7
- Письма Святого Бернара Клервоского против Петра Абеляра
  - CLXXXVII. Епископам, созываемым на собор в Сансе
  - CLXXXVIII. Епископам и кардиналам Римской курии
  - CLXXXIX. Владыке папе Иннокентию
  - Из послания CXC папе Иннокентию II, или трактата против некоторых ошибочных положений Абеляра
  - CXCI. Папе Римскому Иннокентию
  - CXCII. Магистру Гвидо Кастельскому
  - CXCIII. Кардиналу Иво (Трирскому?)
  - CCCXXX. Папе Иннокентию против Петра Абеляра
  - CCCXXXI. Стефану - кардиналу и епископу Пренестинскому
  - CCCXXXII. Кардиналу Г...
  - CCCXXXIII. Кардиналу-диакону Григорию Тарквинию
  - CCCXXXVI. Гвидо Пизанскому
  - CCCXXXV. Некоему кардиналу-пресвитеру
  - CCCXXXVI. Некоему аббату
  - CCCXXXVII. Папе от лица епископов
  - CCCXXXIII. Кардиналу и канцлеру Гаймерику